# 安藤正敏
安藤 正敏（あんどう まさとし、1937年10月8日 - ）はJRA・栗東トレーニングセンターに所属していた元騎手、元調教師。愛知県出身（出生は岐阜県）。

## 来歴
- 1954年4月、京都・上田武司厩舎で騎手見習となる。
- 1959年、同厩舎より騎手デビューを果たす。
- 1965年、京都（後に栗東）・上田三千夫厩舎所属となる。
- 1978年、調教師免許を取得し騎手を引退。騎手成績は2473戦272勝。
- 1979年、厩舎開業。初出走は3月4日でインタームサシの9着。初勝利は6月9日、バンシュウナダが延べ21頭目で勝利。
- 1982年、第30回中京記念をクニノカチドキが制し重賞初勝利。
- 2007年5月9日、勇退届を提出し7月20日をもって勇退することを表明した。

## 主な騎乗馬
- スインホウシュウ
  - 1971年：金鯱賞、阪神大賞典
- マサイチモンジ 
  - 1972年：京都4歳特別

## 主な管理馬
- オースミハルカ
  - 2003年：チューリップ賞
  - 2003年、2004年：クイーンステークス
  - 2004年：府中牝馬ステークス
- オースミグラスワン
  - 2006年：新潟大賞典
- タイセイブレーヴ
  - 2001年：兵庫ジュニアグランプリ

### その他
- クニノカチドキ
  - 1982年：中京記念
- テルノホープ
  - 1982年：金鯱賞
- ユートジョージ
  - 1990年：NHK杯
- ゴールデンアワー
  - 1994年：新潟大賞典
- マイネルブラウ
  - 2003年：小倉大賞典

## 主な厩舎所属者
※太字は門下生。括弧内は厩舎所属期間と所属中の職分。
- 岡潤一郎（1988年-1993年 騎手）
- 安藤清治（1992年-2007年 調教助手）
- 山田泰誠（1995年-1997年 騎手）
- 川島信二（2001年-2007年 騎手）
- 山本芳春厩務員（2005年度優秀厩務員賞受賞）

## エピソード
1992年に安藤は脳梗塞で倒れたが、懸命なリハビリによって、翌1993年に現場へ復帰した。しかし、復帰して間もなく、所属していた岡潤一郎の落馬事故が起き、のち岡は死亡したため相当なショックを受けたという。その後、2001年に自らの厩舎に所属した川島信二に、「彼のような騎手になれ」と岡潤一郎の形見のムチを託した逸話がある。